# Metropolitana di Vienna
La metropolitana di Vienna (in tedesco U-Bahn Wien) è la rete di metropolitana che serve la città di Vienna.
Oltre alla S-Bahn, al tram, agli autobus e alla ferrovia locale Wien-Baden, fa parte della rete di trasporto pubblico della capitale federale austriaca.
Nel 2015 trasportò circa 440 milioni di passeggeri, ovvero 1,2 milioni al giorno.
Dopo varie corse prova effettuate con utenti a bordo nel 1976, la metropolitana di Vienna venne ufficialmente inaugurata nel 1978.
La rete, composta da 5 linee, include parte del vecchio tracciato della Stadtbahn.
La metropolitana è gestita dalla Wiener Linien, che fa parte della Wiener Stadtwerke ed è di proprietà della città di Vienna.

## Rete

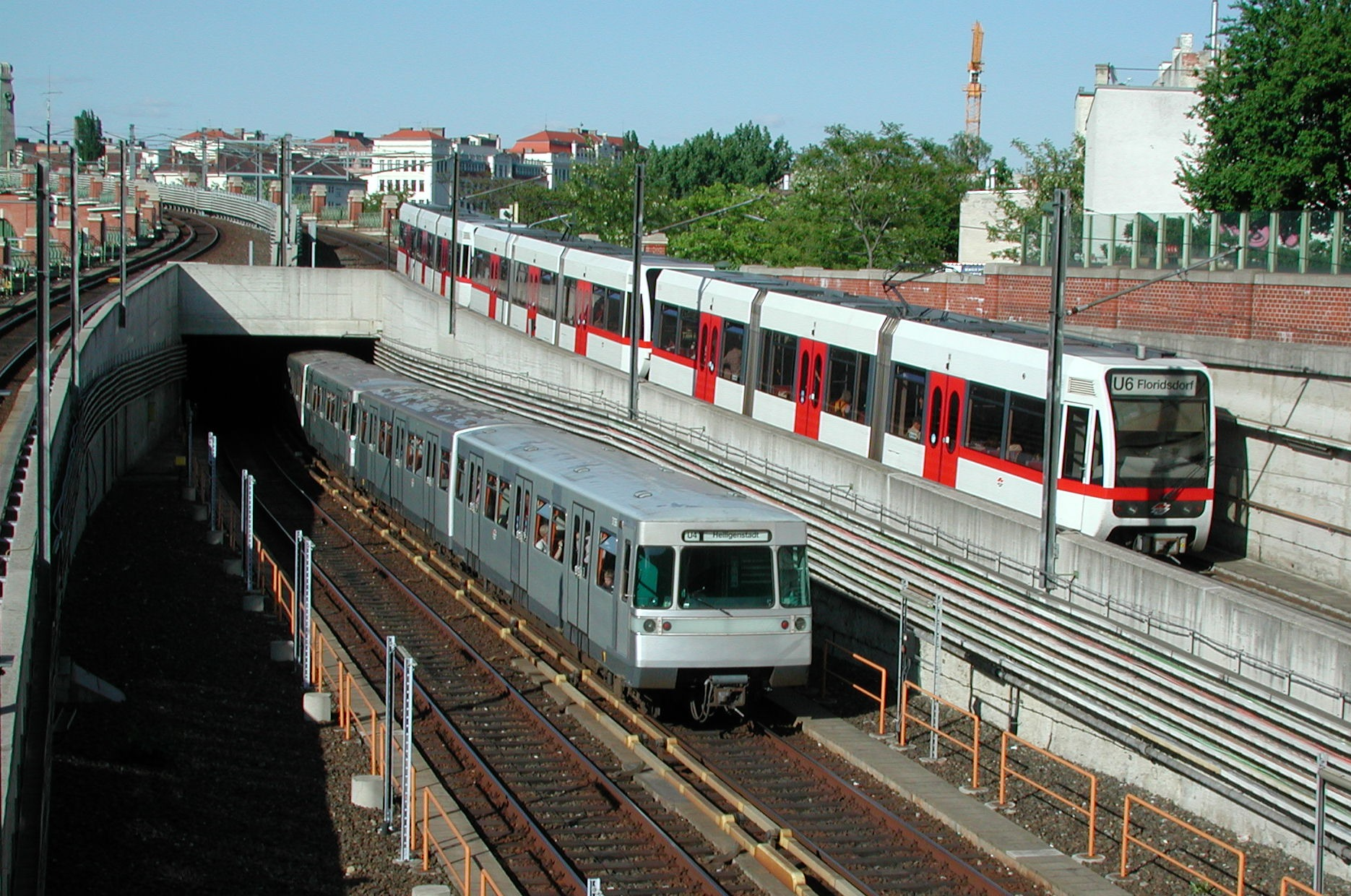
Due treni, rispettivamente della linea U4 e U6 lasciano la stazione di Längenfeldgasse

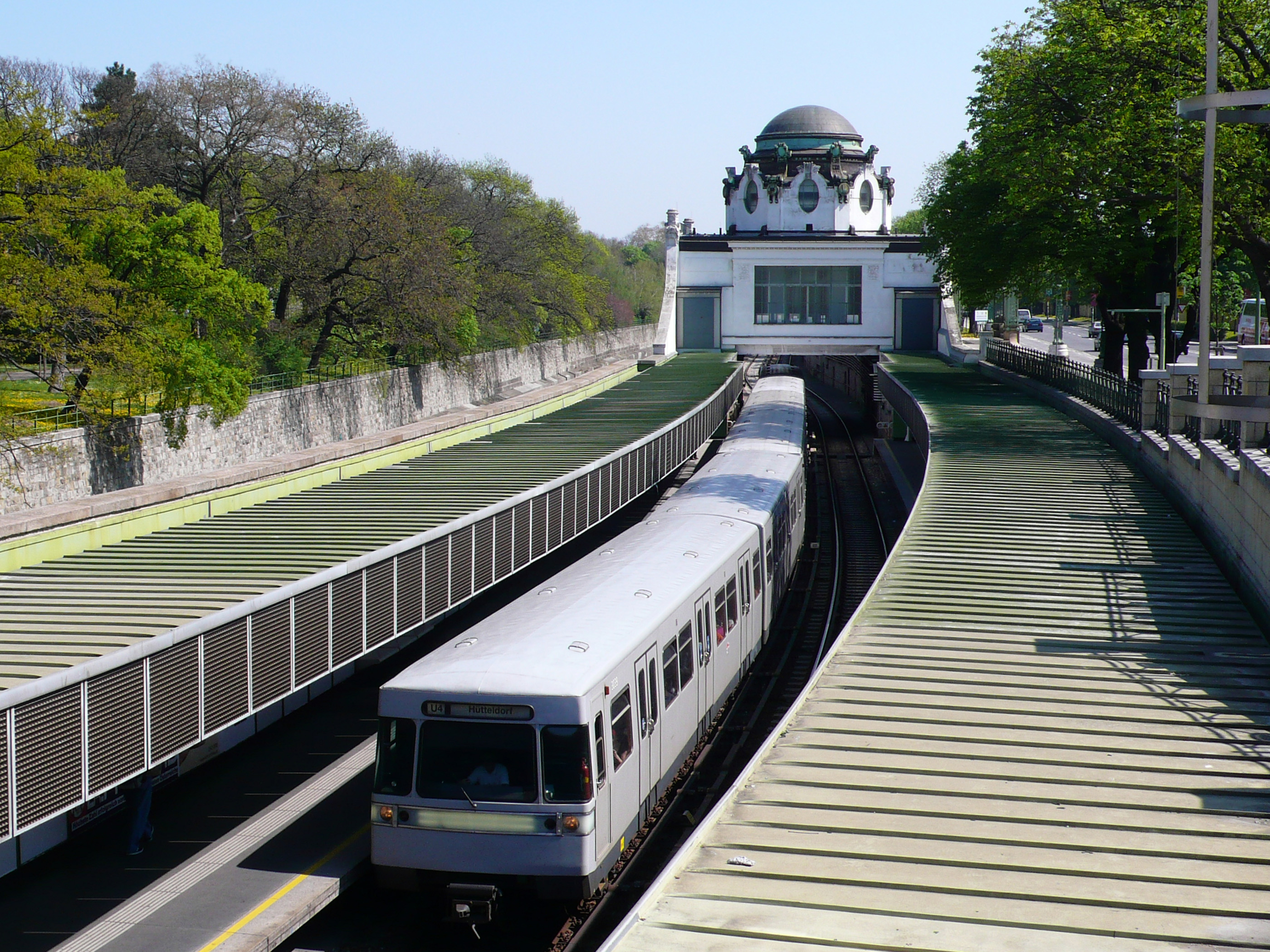
Treno della linea U4

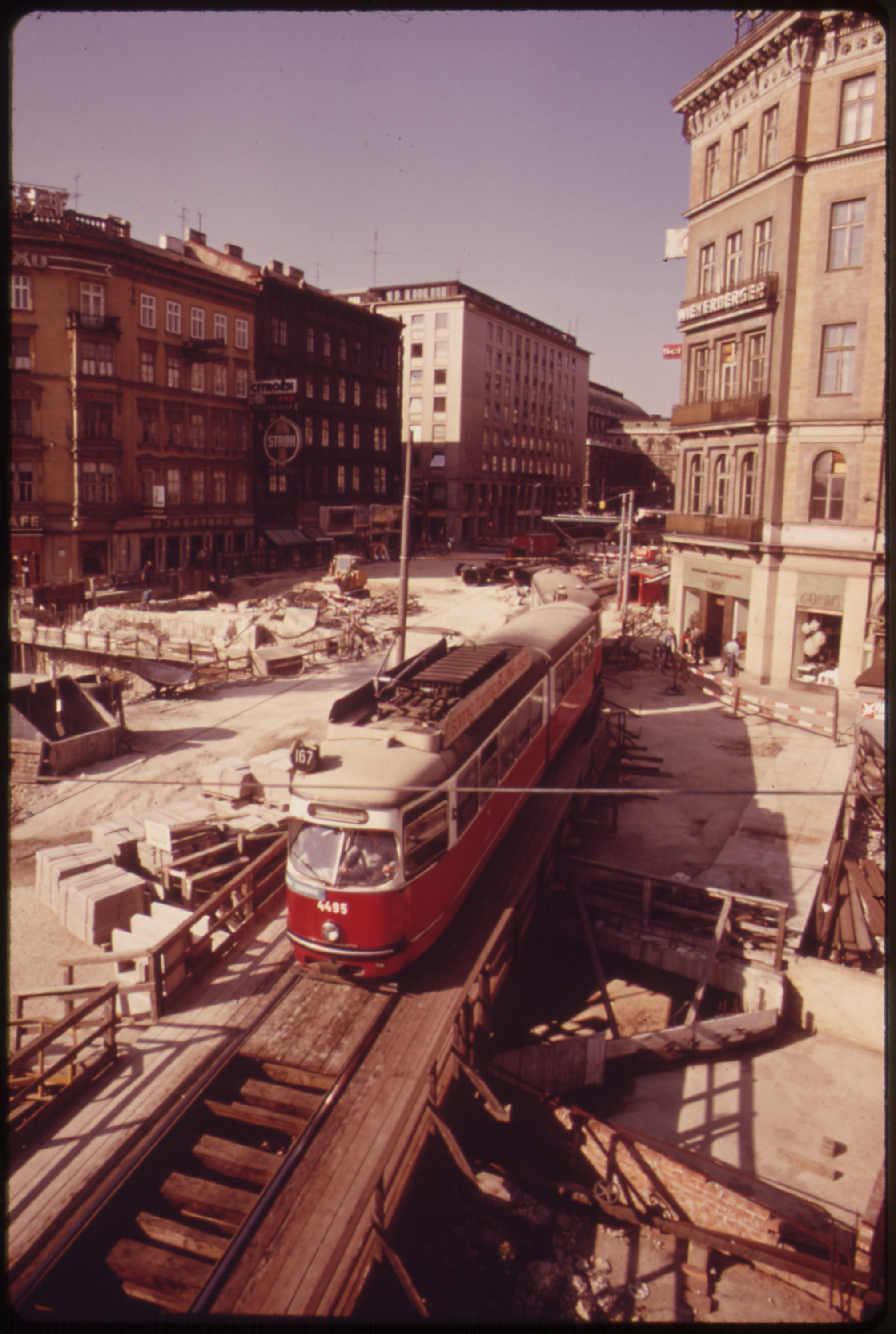
Costruzione della U-Bahn nel 1973

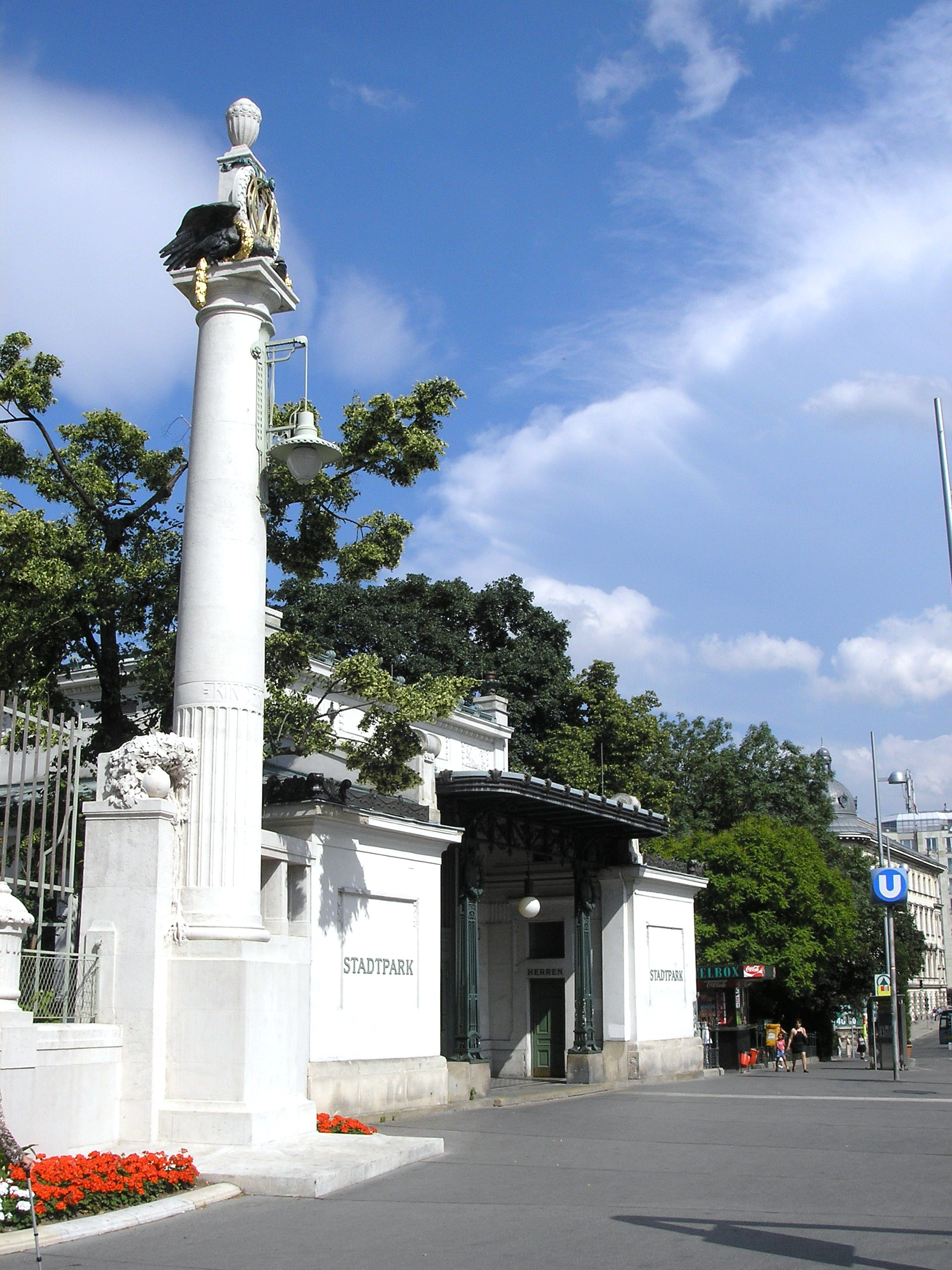
La stazione di Stadtpark

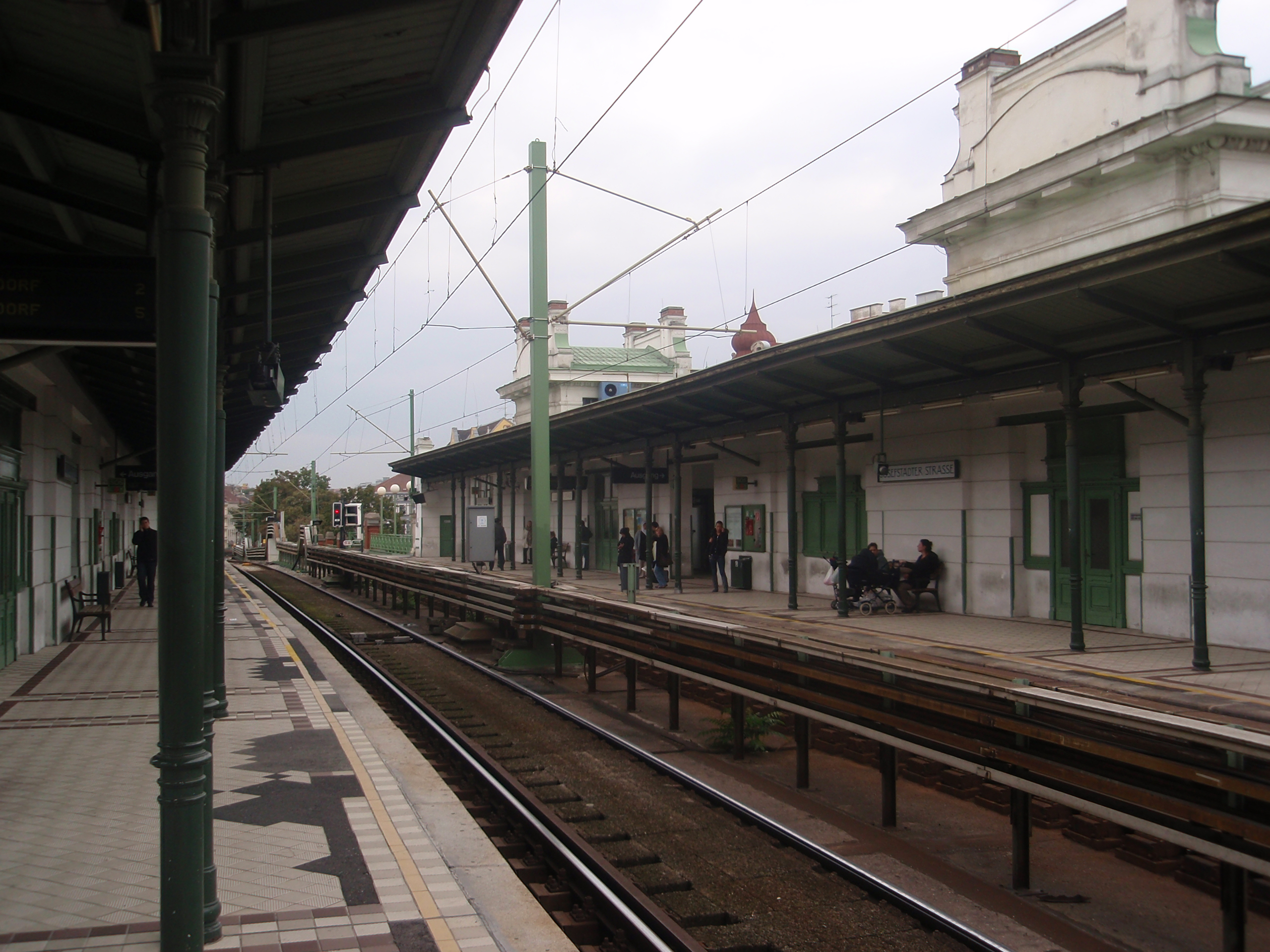
La stazione di Josefstädter Straße

La rete attualmente si compone di cinque linee:
| Linea   | Percorso                        | Inaugurazione | Ultima estensione | Lunghezza | Stazioni | Tempo di percorrenza |
| ------- | ------------------------------- | ------------- | ----------------- | --------- | -------- | -------------------- |
|         | Leopoldau - Oberlaa Therme Wien | 1978          | 2017              | 19,2 km   | 24       | 34 min               |
|         | Seestadt - Karlsplatz           | 1980          | 2013              | 16,8 km   | 20       | 24 min               |
|         | Ottakring - Simmering           | 1991          | 2000              | 13,5 km   | 21       | 25 min               |
|         | Hütteldorf - Heiligenstadt      | 1976          | 1981              | 16,4 km   | 20       | 29 min               |
|         | Siebenhirten - Floridsdorf      | 1989          | 1996              | 17,3 km   | 24       | 34 min               |
| Totale: | Totale:                         | Totale:       | Totale:           | 78,5 km   | 104      |                      |

## Storia
I primi progetti per la linea metropolitana viennese risalgono al 1840 e furono presentate molte proposte, rimaste solo allo stadio di progetto. La prima rete realizzata prevedeva un sistema composto da 4 linee ferroviarie di superficie (chiamate a partire dal 1930 S-Bahn, Stadtbahn, ovvero "ferrovia cittadina") utilizzando treni a vapore. I lavori di queste linee iniziarono nel 1892 e il sistema ferroviario entrò gradualmente in servizio tra il 1898 e il 1901.
A partire dal 1910 si iniziò a considerare la realizzazione di una rete di trasporto sotterraneo ma a causa dello scoppio della prima guerra mondiale i progetti vennero bloccati e rinviati al termine della guerra; tuttavia la pesante situazione economica del dopoguerra obbligò a un ulteriore rinvio. A partire dal 26 maggio 1924 le linee Stadtbahn vennero elettrificate e i treni a vapore furono sostituiti da quelli elettrici. L'idea del sistema ferroviario sotterraneo venne ripresa, ma anche questa volta i progetti non ebbero seguito a causa della grande depressione.
Quando nel 1938 l'Austria venne occupata dal Terzo Reich, era in previsione un progetto importante per il sistema delle U-Bahn di Vienna insieme alla costruzione di una nuova stazione ferroviaria, rimasto anche questo irrealizzato a  causa dello scoppio della seconda guerra mondiale.
Il sistema dell'S-Bahn uscì gravemente danneggiato dalla guerra e la risistemazione delle linee continuò per tutti gli anni cinquanta. La città di Vienna rimase occupata dalle forze alleate fino al 1955, ma nonostante questo tra il 1953 e il 1954 furono proposti vari progetti di U-Bahn. L'incremento dell'uso delle automobili portò a un cambio di rotta circa la questione metropolitane e si dette la preferenza allo sviluppo di una rete di autobus per gestire meglio il traffico cittadino. Il tema delle U-Bahn divenne il fulcro della discussione politica dei due principale partiti in vista delle prime elezioni dopo la guerra: il Partito Popolare Austriaco ne sosteneva la costruzione mentre il Partito Socialdemocratico d'Austria era nettamente contrario. Il primo consiglio comunale respinse il progetto delle U-Bahn e la situazione non cambiò fino alla fine degli anni sessanta.
Come alternativa alla metropolitana si era preferito estendere la rete S-Bahn ma verso la fine degli anni sessanta questa non era più in grado di assorbire il traffico sempre maggiore di pendolari. Riprese slancio quindi il progetto di una nuova rete di trasporto pubblico e il 26 gennaio 1968 il consiglio comunale approvò il progetto di realizzazione di una rete metropolitana di 30 km composta da tre linee. La costruzione iniziò il 3 novembre 1969 presso Karlsplatz, dove le tre linee della rete iniziale si sarebbero dovute incontrare e dove si sarebbe collocato il controllo centrale della U-Bahn.

### Prima fase (1969-1982)
I progetti presentati per la rete della metropolitana di Vienna vennero modificati: il progetto della U3 venne abbandonato, mentre quello della U2 venne radicalmente ridotto. Quindi i progetti delle linee che si iniziarono a costruzione a partire dal 1969 furono:
- U1: tra Reumannplatz e Praterstern;
- U2: tra Karlsplatz e Schottenring;
- U4: ammodernamento della linea tra Hütteldorf e Heiligenstadt.

L'8 maggio 1976 la U4 venne riaperta al pubblico dopo la sua fase di modernizzazione, mentre il 25 febbraio 1978 venne inaugurato il primo vero e proprio tratto della metropolitana di Vienna: il tratto della U1 tra Reumannplatz e Praterstern venne aperto al pubblico.

### Seconda fase (1982-2000)
La seconda fase coinvolse principalmente due linee: la U3 e la U6.
La U6 venne inaugurata il 7 ottobre 1989 e parte del suo percorso deriva dall'ammodernamento della Stadtbahn. Negli anni successivi la linea venne prolungata in due tempi differenti:
- Il 15 aprile 1995 venne aperta la tratta tra Philadelphiabrücke e Siebenhirten
- Il 4 maggio 1996 venne aperta la tratta tra Nussdorfer Straße e Floridsdorf

Dopo essere stato scartato il progetto iniziale della U3 negli anni sessanta, il progetto è stato finalmente approvato e i lavori iniziarono a metà degli anni ottanta. Ma a causa della mancanza di fondi i lavori vennero bloccati fino al 1991, anno in cui i lavori vennero ripresi. La prima tratta della U3 venne inaugurata il 6 aprile 1991. La linea venne poi prolungata tra il 1991 e il 2000:
- Il 4 settembre 1993 venne inaugurata la tratta tra Volkstheater e Westbahnhof
- Il 3 settembre 1994 venne aperta la tratta tra Westbahnhof e Johnstraße
- Il 5 dicembre 1998 toccò alla tratta tra Johnstraße e Ottakring
- Il 2 dicembre 2000 venne aperta la tratta tra Erdberg e Simmering

Nel frattempo anche altre linee furono prolungate, come la U1 che fu prolungata fino a Kagran.

### Terza fase (dal 2001)
La terza fase iniziata a partire dal nuovo millennio, ha previsto l'ampliamento delle linee già esistenti. In questi anni i lavori hanno coinvolto le linee U1 e U2. I prolungamenti sono stati:
- La tratta Kagran-Leopoldau sulla U1 aperta il 2 settembre 2006
- La tratta Schottentor-Stadion sulla U2 che venne aperta il 10 maggio 2008[2].
- La tratta Stadion-Aspernstraße sempre sulla U2 aperta invece il 2 ottobre 2010[3].
- La tratta Aspernstraße-Seestadt della U2 il 5 ottobre 2013.[4]
- La tratta Reumannplatz-Oberlaa Therme Wien della U1 il 2 Settembre 2017.[5]

Nel febbraio 2010 è stato deciso in seguito a un referendum che la metropolitana di Vienna fosse aperta per tutta la notte nei giorni festivi, di sabato e di domenica. A partire dal 4 settembre 2010, tutte le cinque linee lavorano per l'intera notte nei giorni prestabiliti.

### Cronologia
| Data             | Tratta - Stazione                     | Linea |
| ---------------- | ------------------------------------- | ----- |
| 8 maggio 1976    | Heiligenstadt - Friedensbrücke        |       |
| 25 febbraio 1978 | Reumannplatz - Karlsplatz             |       |
| 3 aprile 1978    | Friedensbrücke - Schottenring         |       |
| 15 agosto 1978   | Schottenring - Karlsplatz             |       |
| 18 novembre 1978 | Karlsplatz - Stephansplatz            |       |
| 24 novembre 1979 | Stephansplatz - Nestroyplatz          |       |
| 30 agosto 1980   | Karlsplatz - Schottentor              |       |
| 20 ottobre 1980  | Karlsplatz - Meidling Hauptstraße     |       |
| 28 febbraio 1981 | Nestroyplatz - Praterstern            |       |
| 31 agosto 1981   | Meidling Hauptstraße - Hietzing       |       |
| 20 dicembre 1981 | Hietzing - Hütteldorf                 |       |
| 3 settembre 1982 | Praterstern - Alte Donau              |       |
| 3 dicembre 1982  | Alte Donau - Kagran                   |       |
| 7 ottobre 1989   | Längenfeldgasse                       |       |
| 7 ottobre 1989   | Nußdorfer Straße - Philadelphiabrücke |       |
| 6 aprile 1991    | Erdberg - Volkstheater                |       |
| 4 settembre 1993 | Volkstheater - Westbahnhof            |       |
| 3 settembre 1994 | Westbahnhof - Johnstraße              |       |
| 15 aprile 1995   | Philadelphiabrücke - Siebenhirten     |       |
| 7 ottobre 1995   | Spittelau                             |       |
| 4 maggio 1996    | Nußdorfer Straße - Floridsdorf        |       |
| 5 dicembre 1998  | Johnstraße - Ottakring                |       |
| 2 dicembre 2000  | Erdberg - Simmering                   |       |
| 2 settembre 2006 | Kagran - Leopoldau                    |       |
| 10 maggio 2008   | Schottentor - Stadion                 |       |
| 2 ottobre 2010   | Stadion - Aspernstraße                |       |
| 5 ottobre 2013   | Aspernstraße-Seestadt                 |       |
| 2 settembre 2017 | Reumannplatz - Oberlaa                |       |

## Le linee

### Linea U1

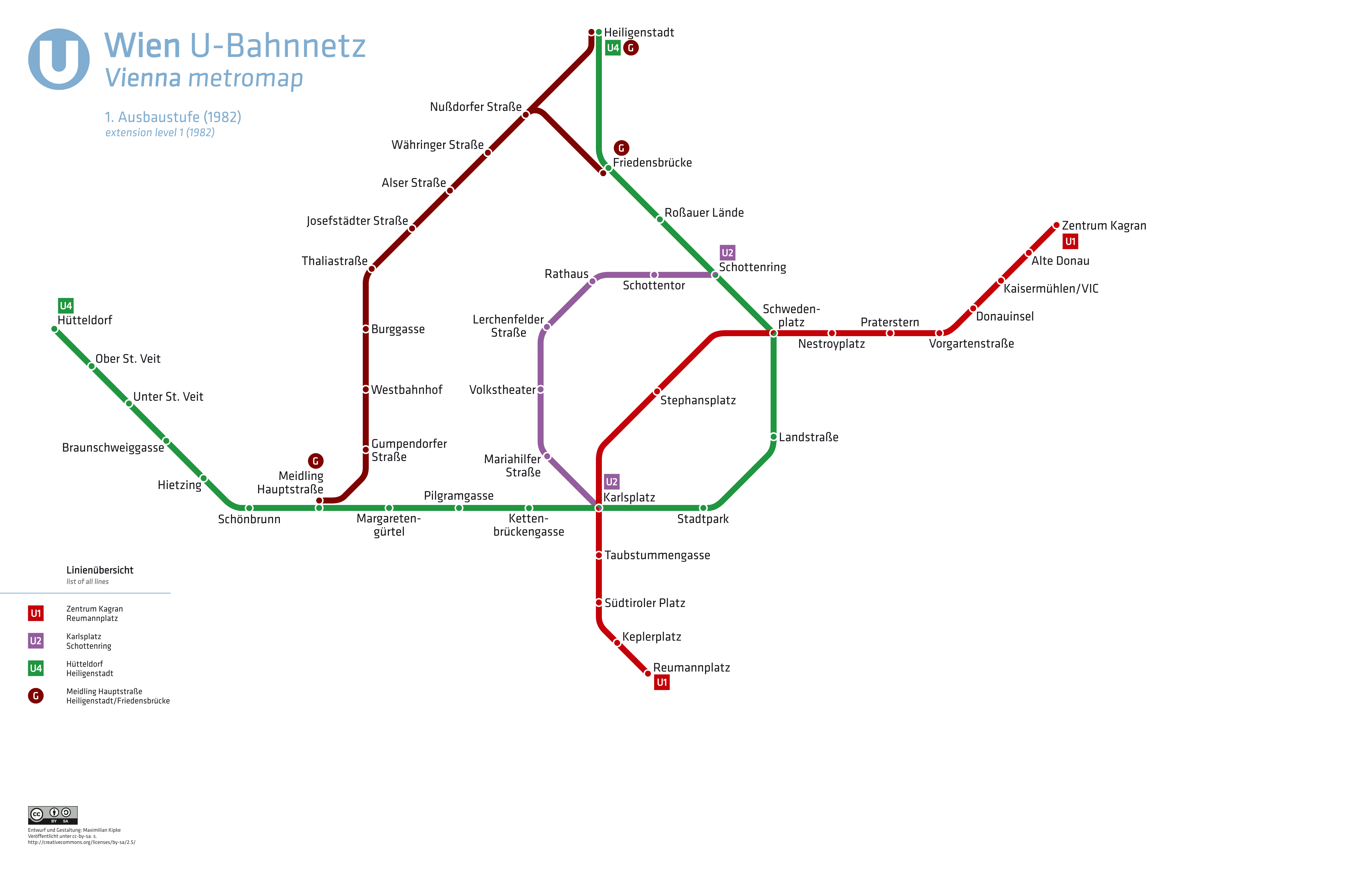
Linee della metropolitana nel 1982

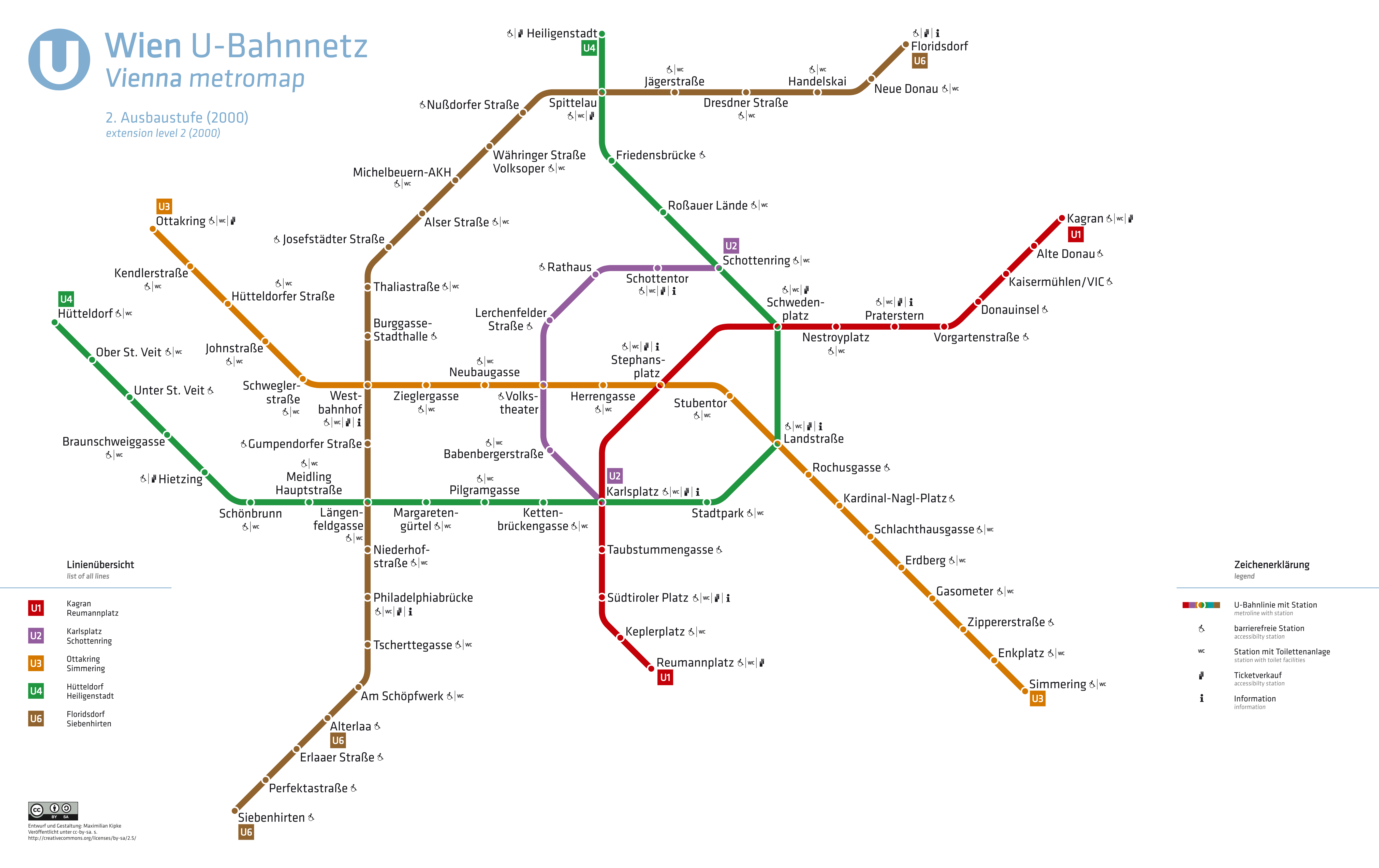
Linee della metropolitana nel 2000

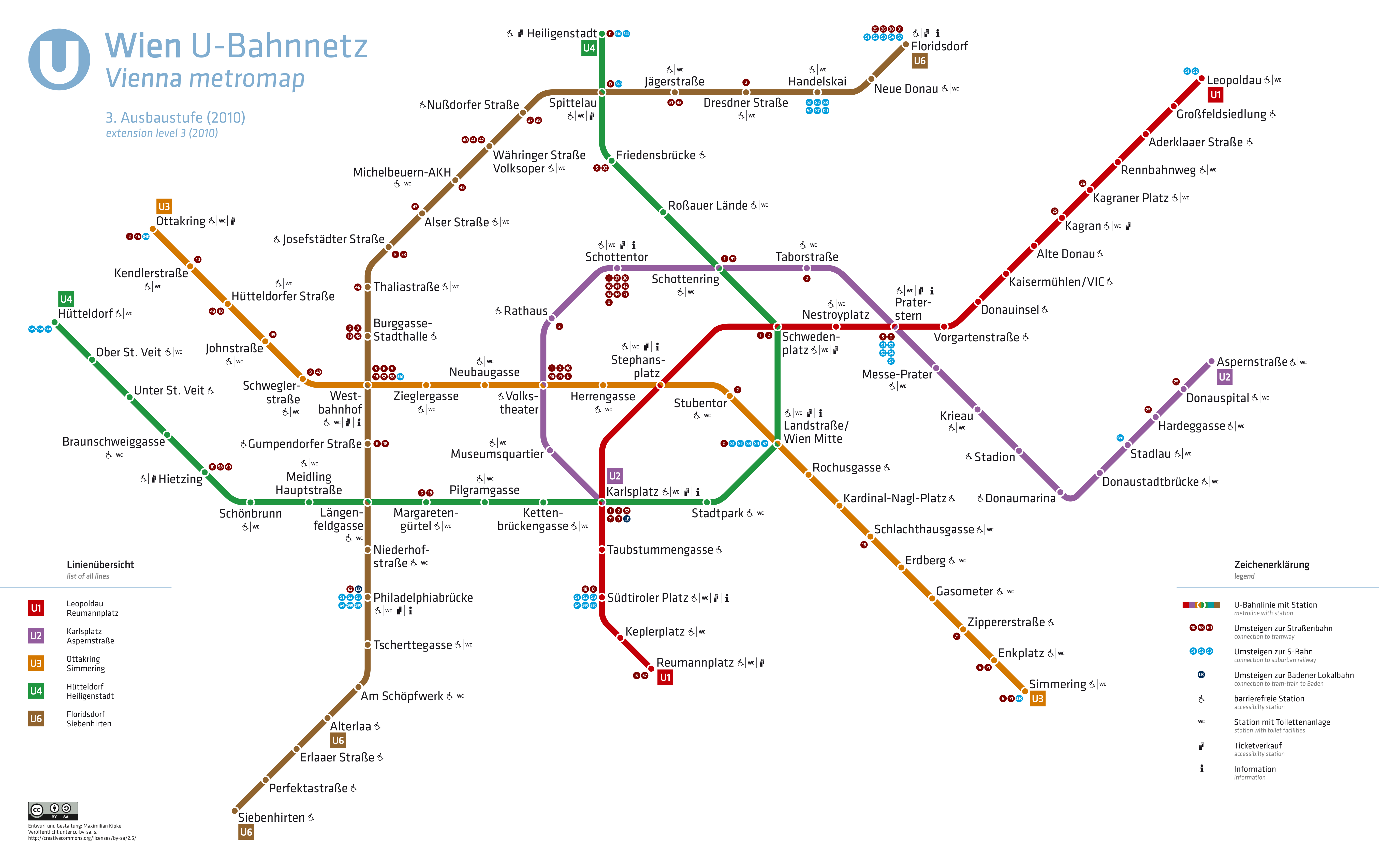
Linee della metropolitana nel 2010

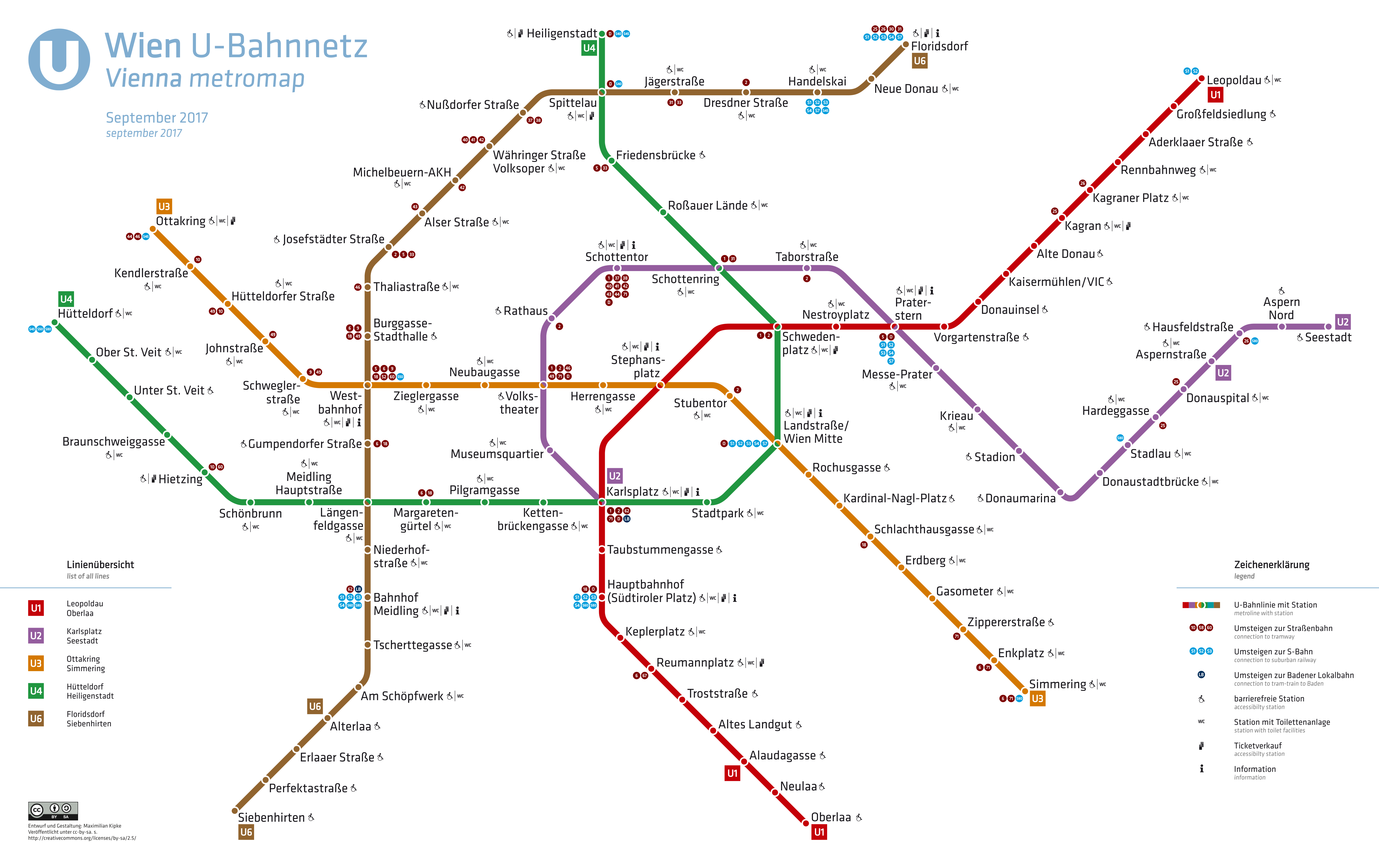
Linee della metropolitana nel 2017

La costruzione della linea U1 iniziò nel 1969, con una cerimonia di inaugurazione dei lavori. Il primo tratto della linea, tra Reumannplatz e Karlsplatz, fu inaugurato il 25 febbraio 1978. Nel novembre dello stesso anno venne aperto al pubblico un nuovo tratto della fino a Stephansplatz. Un anno dopo, nel novembre 1979 venne inaugurate due nuove stazioni: Schwedenplatz e Nestroyplatz. Tra il 1981 e il 1982 vennero aperte un totale di sei stazioni, facendo arrivare la Linea U1 fino a Kagran. La linea non subì ulteriori lavori fino al 2002 quando iniziarono i lavori per un nuovo prolungamento che portò la linea al suo attuale capolinea, Leopoldau.
Nel 2010 iniziarono i lavori di in costruzione dell'estensione, lunga 4,9 km, della linea U1 fino a Oberlaa Therme Wien.
Il 2 settembre 2017 è stata aperta al pubblico la tratta Reumannplatz - Oberlaa Therme Wien con 5 stazioni con variazioni dei percorsi delle linee automobilistiche ed il tram 67,è stato limitato a Otto Probst Platz, poiché il ramo est della linea tramviaria è stato sostituito dall prolugamento della stessa.

### Linea U2
Così come nel caso della Linea U1, i progetti della Linea U2 risalgono all'inizio del XX secolo. Il percorso originario della linea era costituito da un tunnel tranviario costruito durante gli anni sessanta ed era costituito da quattro stazioni: Mariahilfer Straße, Burggasse, Lerchenfelder Straße e Friedrich-Schmidt-Platz. Il tunnel venne poi riconvertito per poter ospitare la metropolitana, lavori che iniziarono in seguito al fatto che il sistema degli S-Bahn non era più in grado di gestire il traffico sempre crescente di pendolari. Fu così che il 26 gennaio 1968 il consiglio comunale votò per iniziare la costruzione di una rete di 30 km.
I lavori continuarono fino a quando il 30 agosto 1980 non fu inaugurato il primo tratto della U2 da Karlsplatz a Schottenring. Col passare del tempo si pensò di prolungare la linea, infatti furono presentari vari progetti fino dagli anni novanta. Ma i lavori di un primo prolungamento iniziarono solamente nel 2003, con una cerimonia inaugurale dell'inizio ei lavori tenutasi il 12 giugno 2006. Questo tratta della Linea U2, tra Schottentor e Stadion venne inaugurata il 10 maggio 2008. Un'altra fase dei lavori per il prolungamento della linea iniziò nel 2006 quando iniziarono i lavori per la tratta da Stadion e Aspernstraße, durati fino al 2010, quando vennero aperte sette stazioni.
Il 5 ottobre del 2013 è stata inaugurata la tratta Aspernstrasse-Seestadt(Seestadt, Aspern Nord e Hausfeldstraße) i quali aggiungono ulteriori 3,2 km all'attuale tratta.
Seestadt è interessata alla riqualificazione della zona intorno al lago artificiale dove verrà costruita una città indipendente a tutti gli effetti da un progetto ad alta sostenibilità.
Nella fermata di Hausfeldstrasse è attiguo l'interscambio con la nuova stazione Omonima delle OBB per il servizio ferroviario regionale. Inoltre sulla U2 è in fase di costruzione, a seguito della nascita della nuova linea U5, il prolungamento a sud abbandonando il percorso tra Rathaus e Karlsplatz che verrà sostituito dalla nuova linea metropolitana. Da Rathaus il percorso viene deviato per Neubagasse (U3), Pilgramgasse(U4), fino alla stazione di interscambio con le S-Bahn a Matzleinsdorfer Platz.
Nel 2028 si dovrebbe arrivare al completamento della linea fino a Wienerberg.

### Linea U3
L'apertura della Linea U3 avvenne in cinque diverse fasi tra il 1991 e il 2000. Già nel 1976 era prevista la costruzione della linea, anche se originariamente era indicata con il nome di U5, ma nel 1980 la costruzione venne annullata in quanto non vi erano fondi sufficienti. I lavori della linea iniziarono solamente a metà degli anni '80. I lavori andarono avanti fino al 1991 quando venne aperta la prima tratta; inoltre si decise anche il cambio del nome da U5 a U3.
La prima fase vide l'apertura della tratta tra Erdberg e Volkstheather, inaugurata il 4 marzo 1991. La seconda fase ha visto l'apertura il 4 settembre 1993 delle strazioni tra fermate Volkstheather e Westbahnhof. La terza fase coinvolse l'apertura delle stazioni tra Westbahnhof e Johnstraße il 3 settembre 1994, mentre, la quarta l'apertura delle fermate tra Johnberg e Ottakring il 5 dicembre 1998. Infine la quinta e ultima fase ha visto l'apertura della tratta tra Erdberg e Simmering, inaugurata il 2 dicembre 2000.

### Linea U4
La Linea U4 in origine correva sul tracciato della Stadtbahn linea WD, la linea venne aperta tra il 1898 e il 1901, in seguito ad una serie di progetti che si susseguirono. Quando all'inizio del XX secolo si iniziò a parlare sempre più di linee di trasporto sotterranee, i progetti di possibili linee si susseguirono , ma a causa di vari problemi tra cui lo scoppio della prima guerra mondiale, la crisi economica che ne seguì e successivamente lo scoppiò della seconda guerra mondiale. Nonostante ciò con la fine della guerra il tema delle metropolitane divenne il centro del dibattito politico dei due principale partiti in vista delle elezioni: il Partito Popolare Austriaco, il quale sosteneva la costruzione delle linee metropolitane e il Partito Socialdemocratico d'Austria, che era contrario. Le cose non cambiarono fino alla fine degli anni sessanta, quando iniziarono i lavori per la costruzione delle metropolitane.
Per la U4 questo comportò una fase di ammodernamento della linea; fase che durò dall'8 maggio 1976 al 20 dicembre 1981. Il primo tratto tra Heiligenstadt e Friedensbrücke fu aperto l'8 maggio 1976. Successivamente venne aperto il tratto da Friedensbrücke e Schottenring nel 3 aprile 1978 e l'ultima tratta venne inaugurata il 20 dicembre 1981.

### Linea U6
La linea U6 è la più lunga del sistema delle U-Bahn viennese. Tra Längenfeldgasse e Spittelau corre sull'originale viadotto della Stadtbahn, chiusa nel 1989 quando venne sostituita dalla U6 inaugurata il 7 ottobre 1989. A differenza di quanto accaduto nella U4, la maggior parte delle stazioni sono rimaste come erano in origine; per questo motivo la U6 utilizza treni e dispositivi di segnalazione ottica diversi da quelli delle altre linee. La sezione meridionale, da Siebenhirten a Philadelphiabrücke, aperta il 15 aprile 1995, usa in parte un tratto in superficie costruito per un tram alla fine degli anni settanta. Il tratto successivo, da Philadelphiabrücke a Längenfeldgasse, è invece sotterraneo ed è stato aperto il 7 ottobre 1989; il tratto settentrionale tra Spittelau e Floridsdorf corre alternativamente sopra e sotto terra ed è stato aperto il 4 maggio 1996.

## Progetti

### Prolungamenti
| Linea | Percorso                      | Inaugurazione (prev.) | Lunghezza | Stazioni | Stato            |
| ----- | ----------------------------- | --------------------- | --------- | -------- | ---------------- |
|       | Rathaus-Matzleinsdorfer Platz | 2028                  | 3,9 km    | 5        | In progettazione |

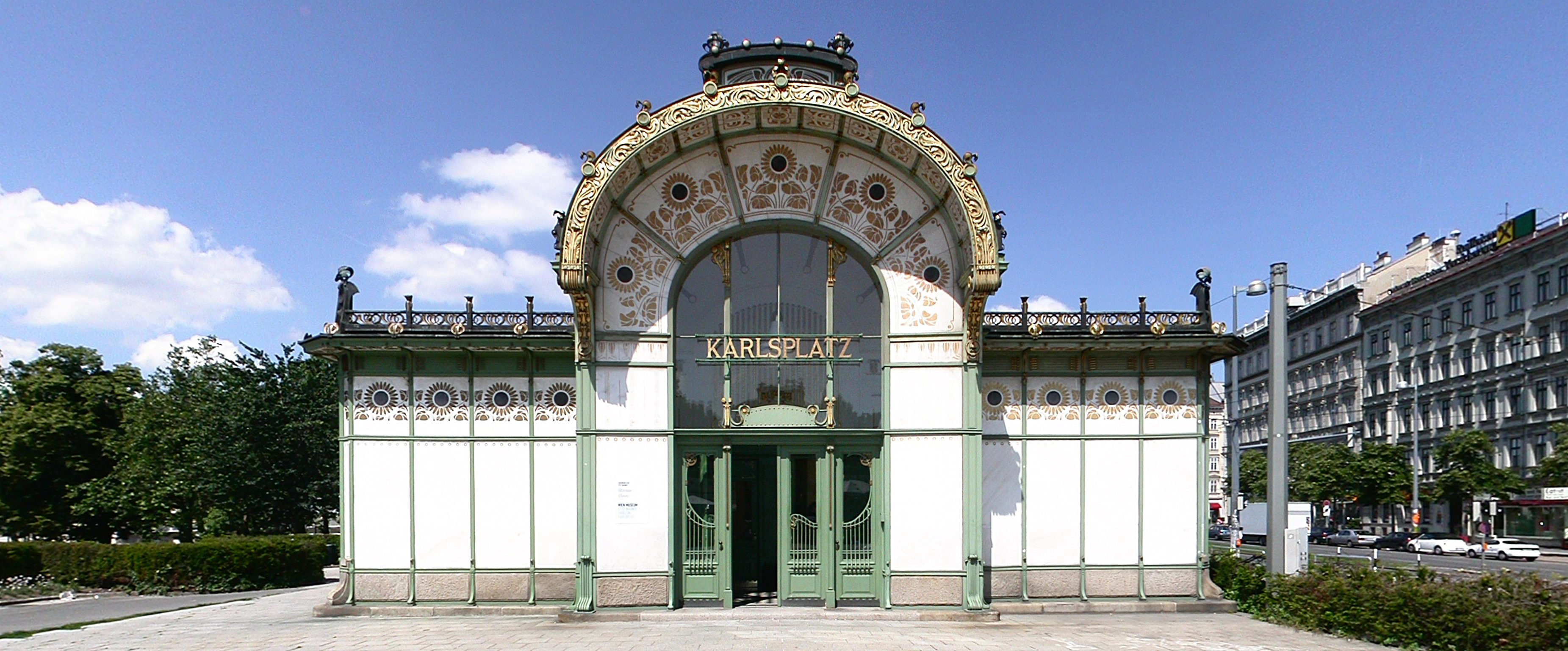
Padiglione di entrata presso la stazione di Karlsplatz

Inoltre sulla U2 è in fase di progettazione un nuovo prolugamento a sud deviando i binari da Rathaus a Matzleinsdorfer Platz (OBB)-Wienerberg. Questa tratta dovrebbe entrare in servizio nel 2028, in ritardo rispetto alla data originariamente prevista (2023).

### Nuove linee

#### Linea U5
| Linea | Percorso           | Inaugurazione (prev.) | Lunghezza | Stazioni | Stato          |
| ----- | ------------------ | --------------------- | --------- | -------- | -------------- |
|       | Karlsplatz-Hernals | 2026                  | ---       | 9        | In costruzione |

Una linea con questa numerazione era già in fase di realizzazione tra il 1976 e il 1980 ma il progetto venne interrotto per motivi economici. I lavori ripresero nel 1991 ma la linea fu completata come linea U3. 
Il 27 giugno 2014 le consigliere Renate Brauner e Maria Vassilakou annunciarono il progetto di "linea incrociata U2/U5" e il relativo tracciato previsto. In una prima fase la linea U5 prenderebbe il posto della linea U2 nella tratta Karlsplatz–Universitätsstraße con una nuova stazione di interscambio Frankhplatz; la linea U2 verrebbe quindi prolungata verso sud con un nuovo ramo.  
La cerimonia di inizio dei lavori si è svolta l'8 ottobre 2018 presso Matzleinsdorfer Platz e l'apertura della linea è prevista per il 2025 e inizialmente condividerà parte del percorso con la linea U2. In seguito la linea U5 verrà prolungata da Fankhplatz con la realizzazione delle stazioni Arne-Karlsson-Park, Michelbeuern, Elterleinplatz con capolinea alla stazione di Vienna-Hernals.
La linea U5 sarà contraddistinta dal colore turchese, scelto ad agosto 2014 tramite votazione on-line.
Il 2 giugno 2015 è stato annunciato che la U5 sarà la prima linea della metropolitana di Vienna caratterizzata da convogli senza conducente, con treni di tipo X-Wagen prodotti da Siemens Austria, che possono essere utilizzati in modalità semi-automatica anche per le linee U1, U2, U3 e U4 .
A novembre 2017 il comune di Vienna ha annunciato un ritardo di un anno rispetto al piano di lavoro iniziale, a causa della presidenza di turno del Consiglio dell'Unione Europea da parte dell'Austria nel 2018, periodo durante il quale sono stati sospesi i lavori sulle direttrici di traffico principali di Vienna. A novembre 2018 è stata annunciata una nuova gara di appalto per i contratti di costruzione delle tratte tra il municipio e la futura stazione della U5 Frankhplatz e tra Matzleinsdorfer Platz a Neubaugasse, il che ha comportato un ulteriore anno di ritardo, facendo slittare le previsioni di apertura della linea U5 per Frankhplatz al 2025 e della nuova U2 per Matzleinsdorfer Platz al 2027.
A dicembre 2020, il consigliere comunale Peter Hanke ha confermato un aumento dei costi e un conseguente ulteriori ritardo; per la prima tratta si prevede una spesa di circa 2,1 miliardi di euro e le aperture della linea U5 e del prolungamento linea U2 sono state posticipate rispettivamente al 2026 e al 2028.
Le fermate previste sono:
- Karlsplatz
- Museumsquartier
- Volkstheater
- Rathaus
- Frankhplatz
- Anne-Karlsson-Park
- Michelbeuern AKH
- Elterleinplatz
- Hernals

È in esame un ulteriore prolungamento da Hernals a Dornbach.